# 梅林和野兽之书
《梅林和野兽之书》（英語：Merlin and the Book of Beasts）是2009年于加拿大上映的一部魔幻电影。由沃伦P.索诺达（Warren P. Sonoda）执导，詹姆斯·卡利斯（James Callis）与罗拉·哈里斯（Laura Harris）主演。
此作是2008年由美国上映的《梅林和龙之战》（Merlin and the War of the Dragons）的姐妹作。

## 故事内容
一天，一位名为阿卡迪恩（Arkadian）的暗黑巫师利用野兽之书的魔力制造出食人飞蝶袭击了整个卡美洛，并夺下了王城。最后的圆桌骑士加拉哈德（Galahad）带领着昔日圆桌骑士的后代与卡美洛公主艾芙琳·潘德拉根（Avlynn Pendragon）逃出了卡美洛，为了拯救卡美洛的未来，他们来到一片魔法森林搜寻伟大魔法师梅林的踪迹，虽然梅林已经死了，但他们相信梅林还存在着......艾芙琳找到了梅林，无论怎么劝说，梅林始终不答应她的要求，几番波折下梅林最终还是答应了他们的要求，帮助他们找到野兽之书，夺回卡美洛。他们逃过阿卡迪恩的袭击，并通过秘密地下通道来到了卡美洛城内，梅林要求他们守住秘密通道，他自己去拿回野兽之书。梅林最终被阿卡迪恩所捕获，并设法用野兽之书控制他的灵魂，但未能成功。在与阿卡迪恩对峙中，梅林得知这名叫阿卡迪恩的巫师就是亚瑟王与摩根勒菲的儿子莫德雷德（Mordred），在剑栏之战后他并没有死去，他的目的为了让他的妹妹艾芙琳为他生下潘德拉根的正统后代，统治整个卡美洛。艾芙琳与加拉哈德等人在通道出口受到了美杜莎（Medusa）三姐妹的袭击，众人见势不妙尾随美杜莎姐妹来到了阿卡迪恩与梅林所在的地方，他们趁机抢走了野兽之书，梅林为了牵制阿卡迪恩，被阿卡迪恩杀死，见证了梅林在梦中梦到自己会死三次，而这是第二次。则阿卡迪恩也受伤逃走，艾芙琳不愿丢下梅林而把死去的梅林给一并带走了。艾芙琳为了拯救梅林，提议大家通过隧道前往阿瓦隆圣水的喷泉处取得疗愈之水，可这并没有他们想象得那么如意，喷泉已经干涸了。艾芙琳割腕将自己的血滴入喷泉旁的魔法符中，圣水立即涌出将梅林从死亡边缘中拉了回来。阿卡迪恩还未放弃自己的野心，他施法将野兽之书中的美杜莎姐妹再度放出来袭击梅林等人，梅林急中生智利用魔法将美杜莎姐妹收入书中。
为了彻底毁灭野兽之书，梅林提议让艾芙琳取得昔日亚瑟王用过的王者之剑。剑栏之战后，梅林是唯一最后见到这把神剑的人，他把神剑藏在了阿瓦隆的湖中，则艾芙琳必须通过试炼才能成功取得神剑。艾芙琳走到湖的中央，看到了插在石缝中的神剑，则她在眼前看到了另一个自己，一番决斗后，艾芙琳抱住了另一个自己，决定不会和自己战斗而通过了试炼，一番祈求后，艾芙琳成功的取得了神剑。在大家为取得神剑而欢呼时，众人全被阿卡迪恩派来的飞龙给抓回了卡美洛。
阿卡迪恩将众人束缚在魔法圈内，并操控了艾芙琳的心智。众人利用美杜莎成功脱困，愤怒的美杜莎将加拉哈德变为了石像......几番搏斗后艾芙琳被莱斯诺唤回了心智，此时梅林运用自己所有的魔力将野兽之书与阿卡迪恩封印起来，为了不受野兽之书的控制，梅林恳求让艾芙琳用神剑将他杀死。艾芙琳不忍杀死梅林，而用神剑刺在了野兽之书之书上，梅林终被得救，但他的魔力已经不复存在了。之后，艾芙琳成为了卡美洛的女王，梅林则决定离开卡美洛，过自己普通人的生活......

## 演员
- 梅林（Merlin） - 詹姆斯·卡利斯

昔日是辅佐亚瑟王的大魔法师。亚瑟王死前，自己的野兽之书被摩根勒菲偷走。人们都以为他死了，可他却一直隐居在森林中。
- 艾芙琳（Avlynn） - 罗拉·哈里斯

亚瑟王与桂妮薇儿王后的女儿。亚瑟王在剑栏之战时托付给加拉哈德抚养成人，是未来卡美洛的女王。
- 莱斯诺（Lysanor） - 杰西·莫斯

加拉哈德爵士的儿子。对艾芙琳公主抱有好感。
- 崔斯坦（Tristan） - 帕特里克·萨邦圭

前圆桌骑士的后代。
- 加拉哈德（Galahad） - 唐纳德·阿达姆斯

最后的圆桌骑士，与梅林是旧识。为了重整圆桌骑士，他需要梅林的帮助。最终被美杜莎永远的变成了石像。
- 阿卡迪恩（Arkadian） - 帕特里克·萨邦圭

真名为莫德雷德（Mordred）。是亚瑟王受到摩根勒菲的蛊惑而在沼泽中生下的孩子，继承了其母摩根勒菲的魔法。
- 龙骑士（Dragon Knight） - 丹尼尔·库德摩尔

阿卡迪恩的傀儡，途中袭击艾芙琳等人，后被梅林消灭。

## 主创人员
- 导演：沃伦P.索诺达
- 剧本：布洛克·德罕
- 音乐：克雷格·马克涅尔
- 制作人：哈维·卡恩、艾里克·马兰、纳迪亚·米亚
- 摄影：马蒂耶斯·赫恩德
- 制作商：Sci Fi Pictures original films